# 제31회 골든 래즈베리상
제31회 골든 래즈베리상은 2010년 영화를 대상으로 2011년 2월에 열린 시상식이다.

## 수상 및 후보

### 최악의 작품상
- 라스트 에어벤더 수상
- 바운티 헌터
- 섹스 앤 더 시티 2
- 이클립스
- 뱀파이어 석

### 최악의 남우주연상
- 킬러스 외 1편 - 애쉬튼 커쳐 수상
- 걸리버 여행기 - 잭 블랙
- 바운티 헌터 - 제라드 버틀러
- 이클립스 외 1편 - 테일러 로트너
- 리멤버 미 외 1편 - 로버트 패틴슨

### 최악의 여우주연상
- 섹스 앤 더 시티 2 - 사라 제시카 파커 외 3명 수상
- 바운티 헌터 외 1편 - 제니퍼 애니스톤
- 라스트 송 - 마일리 사이러스
- 이클립스 - 크리스틴 스튜어트
- 조나 헥스 - 메간 폭스

### 최악의 남우조연상
- 라스트 에어벤더 - 잭슨 라스본 수상
- 더 스파이 넥스트 도어 - 빌리 레이 사이러스
- 라스트 에어벤더 - 데브 파텔
- 마마듀크 외 2편 - 조지 로페즈
- 그로운 업스 - 롭 슈나이더

### 최악의 여우조연상
- 킬러 인사이드 미 외 3편 - 제시카 알바 수상
- 버레스크 - 셰어
- 섹스 앤 더 시티 2 - 라이자 미넬리
- 라스트 에어벤더 - 니콜라 펠츠
- 미트 페어런츠 3 - 바브라 스트라이샌드

### 최악의 감독상
- 라스트 에어벤더 - M. 나이트 샤말란 수상
- 뱀파이어 석 - 제이슨 프리드버그 외 1명
- 섹스 앤 더 시티 2 - 마이클 패트릭 킹
- 이클립스 - 데이빗 슬레이드
- 익스펜더블 - 실베스터 스탤론

### 최악의 각본상
- 라스트 에어벤더 - M. 나이트 샤말란 수상
- 미트 페어런츠 3 - 존 햄버그
- 섹스 앤 더 시티 2 - 마이클 패트릭 킹
- 이클립스 - 멜리사 로젠버그
- 뱀파이어 석 - 제이슨 프리드버그 외 1명

### 최악의 속편상
- 섹스 앤 더 시티 2 수상
- 이클립스

### 최악의 리메이크상
- 타이탄
- 라스트 에어벤더
- 뱀파이어 석

### 최악의 커플상
- 바운티 헌터 - 제니퍼 애니스턴 & 제라드 버틀러
- 조나 헥스 - 조쉬 브롤린 & 메간 폭스
- 라스트 에어벤더
- 섹스 앤 더 시티 2
- 이클립스

### 최악의 3D 효과상
- 라스트 에어벤더 수상
- 캣츠 앤 독스 2
- 타이탄
- 넛크래커 - 더 리얼 스토리
- 쏘우 3D

## 같이 보기
- 제83회 아카데미상